# Hàbit religiós
L'hàbit religiós és una vestimenta emprada pels ordes religiosos. L'hàbit prové del que utilitzaven en la societat civil els cristians dels primers segles, una túnica i un mantell o capa. Reduït aquest vestit civil a la més absoluta senzillesa, constituí l'hàbit de les persones que es consagraven aïlladament a la vida ascètica en el retir i encara es prescindí del mantell (distintiu dels filòsofs) en la vida domèstica o ordinària. En abraçar els solitaris la vida comuna reunits en els monestirs ja des del segle IV i sobretot en establir-se amb més regularitat la vida monacal sota la regla de Sant Benet al segle vi, quedà constituït l'hàbit religiós o regular dels monjos amb les peces següents:
- La túnica o hàbit pròpiament dit, que és la vestimenta talar de llana.
- L'escapulari (amb caputxó per al cap) a manera de banda que cobreix les espatlles i penja per davant i per darrere, recordatori de la vestidura que abans solien posar-se sobre les espatlles per portar les càrregues.
- El cíngol per subjectar la túnica sobretot en les marxes i a la feina.
- La cogulla, àmplia túnica proveïda de grans mànigues i de caputxó que es porta en determinades funcions vestint-la sobre les altres peces i que sembla provenir de la pènula viatòria o del capot dels camperols.

## Església ortodoxa oriental

El Analavos, portats per monjos i religioses ortodoxes del Gran Esquema.

L'església ortodoxa oriental no té ordres religiosos diferents com els de l'església catòlica. L’hàbit (grec: Σχήμα, Schēma) és essencialment el mateix a tot el món. El color monàstic normal és el negre, simbòlic de penediment i simplicitat. Els hàbits dels monjos i les monges són idèntics; a més, les monges porten un mocador, anomenat apostolnic. L’hàbit està dotat en graus, ja que el monjo o la monja avança en la vida espiritual. Hi ha tres graus: (1) el principiant, conegut com el Rassaphore ("portador de la túnica") (2) l'intermediari, conegut com el Stavrophore ("portador creuat"), i (3) el Gran Esquema portat pels monjos del Gran Esquema o de monges. Només l'últim, el Schemamonk o Schemanun, el monacal del més alt grau, porta tot l'hàbit.
L’hàbit està formalment atorgat a monjos i monges a la cerimònia coneguda com la tonsura. Les parts de l'hàbit ortodox oriental són:
- La sotana (grec: Έσώρασον, Ζωστικὸν o Ἀντερί, Esórason; eslau: Podryásnik): la sotana és la peça més interior. És una peça llarga i esfondrada que arriba als peus, amb mànigues estretes i de forma cònica. A diferència de la sotana romana, és de doble pit. La sotana és la peça bàsica i es porta sempre, fins i tot quan es treballa. Sovint es dona a novells i seminaristes, tot i que això difereix de comunitat en comunitat. Els cantants, els lectors i el clergat casat també porta la sotana. Per als monjos i les monges, simbolitza el vot de la pobresa.
- El cinturó (grec: Ζώνη, Zona; eslau: Poyas): El cinturó que porten monjos i religioses ortodoxes és normalment de cuir, encara que de vegades és de tela. En la tradició russa, el clergat casat, així com el clergat monàstic superior, poden portar un cinturó de tela finament brodat, sobretot els dies de festa. El cinturó és simbòlic del vot de la castedat.
- El paramànt (grec: Παραμανδύας, paramandýas; eslau: paraman): el paramànt és un tros de tela, aproximadament 5 polzades quadrat que està unit per cintes a una creu de fusta. El drap està brodat amb una creu i els instruments de la passió. La creu de fusta es porta sobre el pit, després les cintes passen per sobre i sota els braços, com un jou, i sostenen la tela quadrada centrada a la part posterior. La paramània és simbòlica del jou de Crist (Matthew 11:29–30).
- La tela (per exemple, riasa, grec: εξώρασον, exorason o simplement ράσο, raso; eslau: ryasa): entre els grecs es porta pels lectors i tots els clergues superiors; entre els russos només es porta per monjos, diaques, sacerdots i bisbes.
- L'analavos (grec: Άνάλαβος; eslau: Analav): el vestit distintiu del Gran Esquema són els analavos, i només en porta els Schemamonks i els Schemanuns. Fabricat amb cuir o llana, els analavos es cobreixen les espatlles, i després baixen a la part anterior i posterior, formant una creu (vegeu la il·lustració, a la part superior dreta).
- El poliestavrió (grec: Πολυσταύριον, lit. "moltes creus"): El poliestavrió és un llarg cordó que ha estat tallat amb nombroses creus formant un jou que es porta sobre els analavos per mantenir-lo al seu lloc.
- El mantell (grec: Μανδύας, Mandías; eslau: Mantíya): el mantell és un capell llarg i ple, unit al coll que el monacal porta sobre les altres parts de l’hàbit.

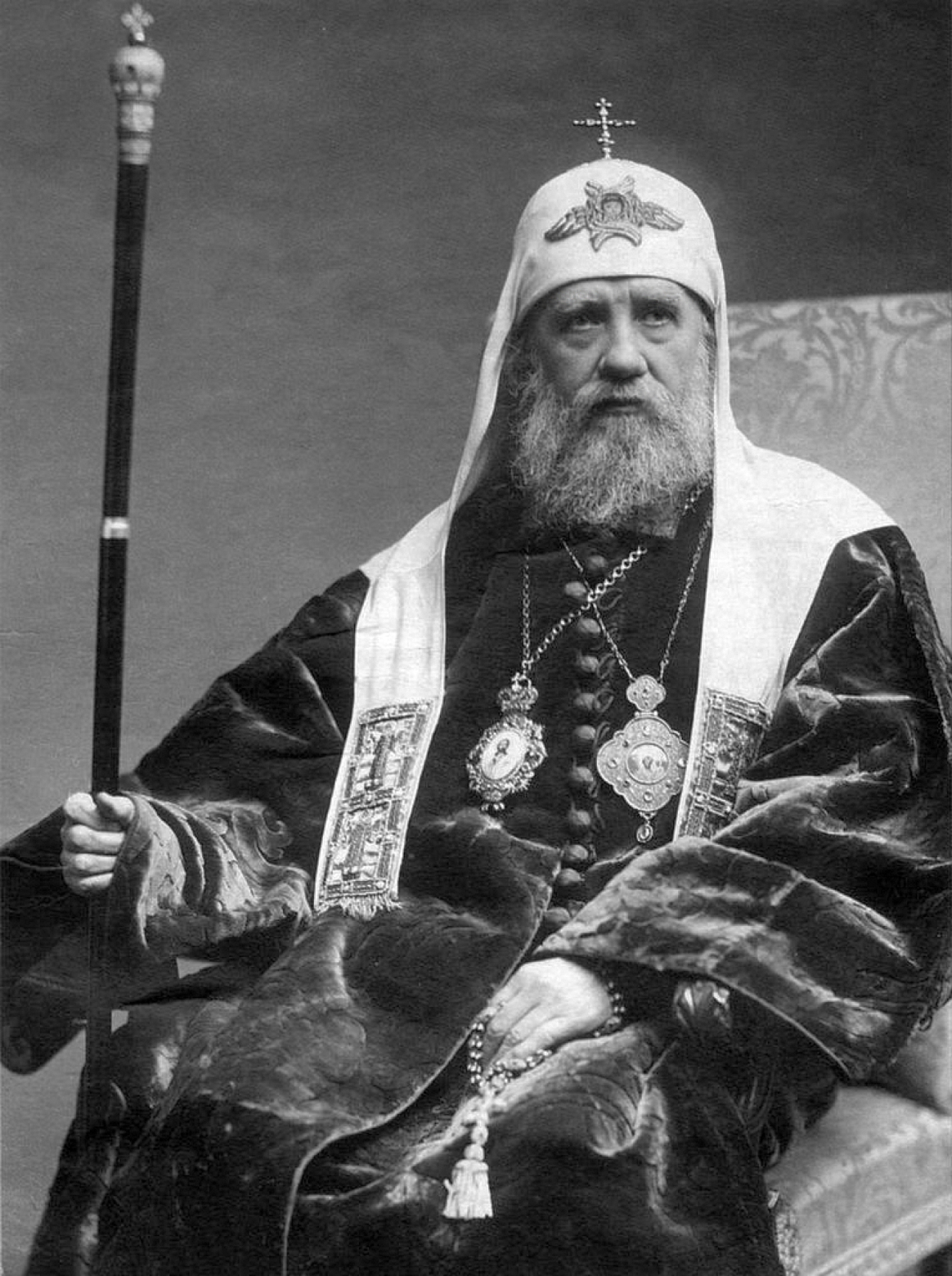
Sant Tikhon de Moscou lluint la cogulla blanca patriarcal

- La cogulla (a.k.a. Kalimavkion, grec: καλυμαύκι; eslau: klobuk): La lligadura distintiva dels monjos i monges ortodoxes orientals és la cogulla, un barret endurit, una cosa com un fes, només negre i amb els costats rectes, cobert amb un vel. El vel té colles que es pengen a cada costat del cap i una caputxa estilitzada que cau a la part posterior. Els patriarques també porten la cogulla de diverses esglésies locals, independentment de si ha estat o no amigat fins a aquest punt. Segons la tradició eslava, el koukoulion serà en forma de caputxa de tela, similar a la que es porta al capell occidental. Fora de l'església, els monàstics porten un barret suau conegut com a Skufia. De nou, per a Schemamonks i Schemanuns està brodat amb els Instruments de la Passió.

La porció de l’hàbit que utilitzen els diversos graus de monàstica és la següent:
| Principiant | Intermedi              | Gran Esquema |
| ----------- | ---------------------- | ------------ |
| Sotana      | Sotana                 | Sotana       |
| Cinturó     | Cinturó                | Cinturó      |
|             | Paramànt               | Paramànt     |
| Tela        | Tela                   | Tela         |
|             |                        | Analavos     |
|             | Mantell (només ús rus) | Mantell      |
|             |                        | Poliestavrió |
| Cogulla     | Cogulla                | Cogulla      |

### Galeria

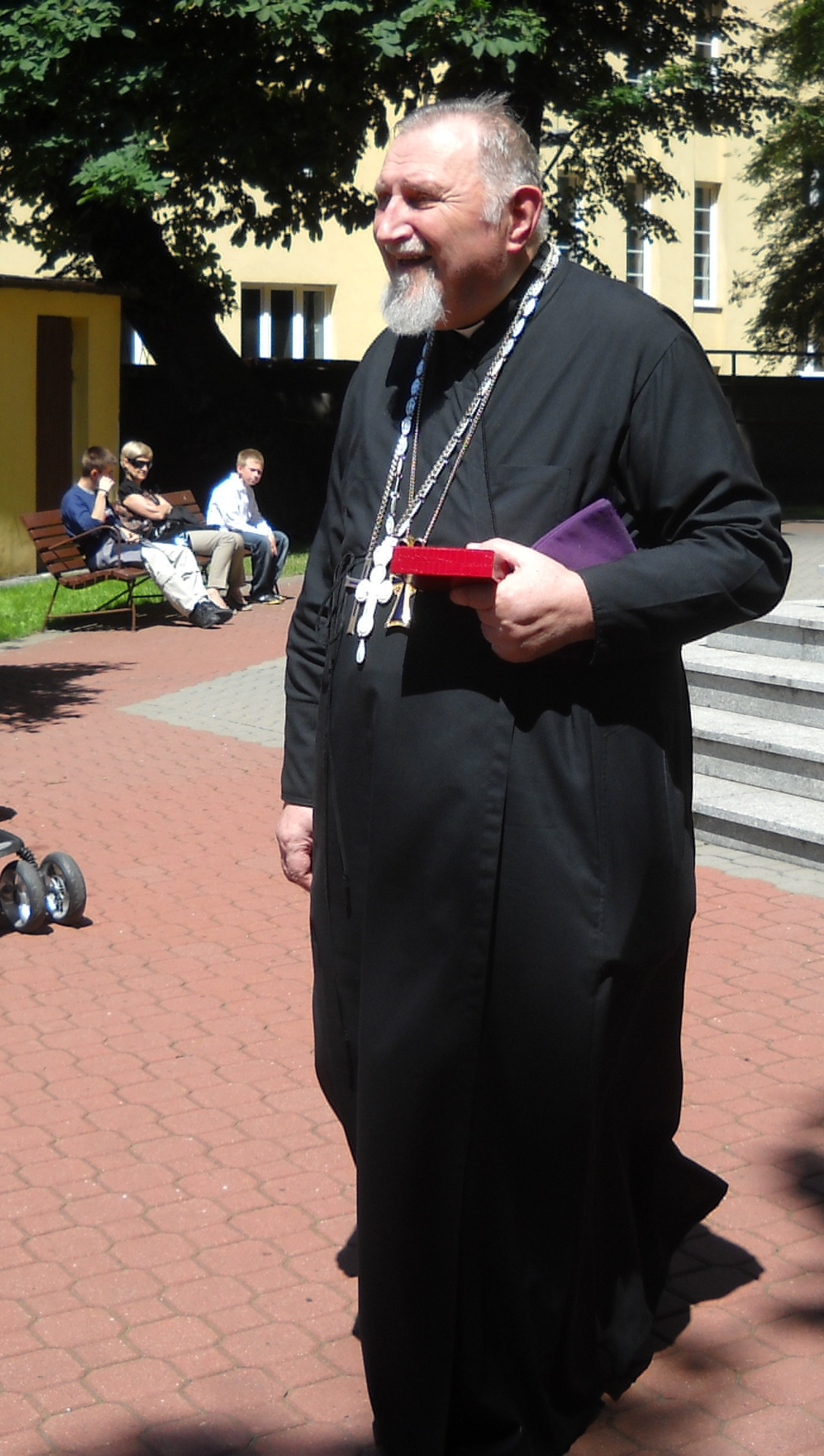
Raó interior portada per un clergue de l'Església Ortodoxa Polonesa
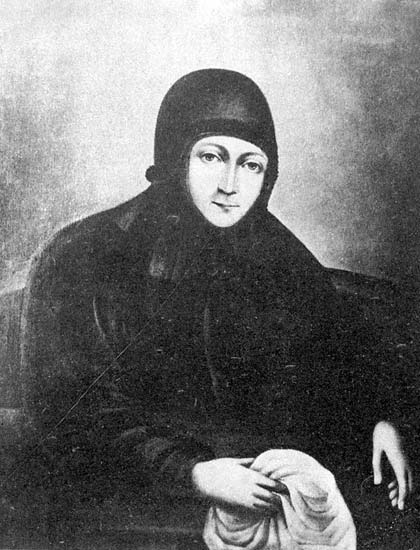
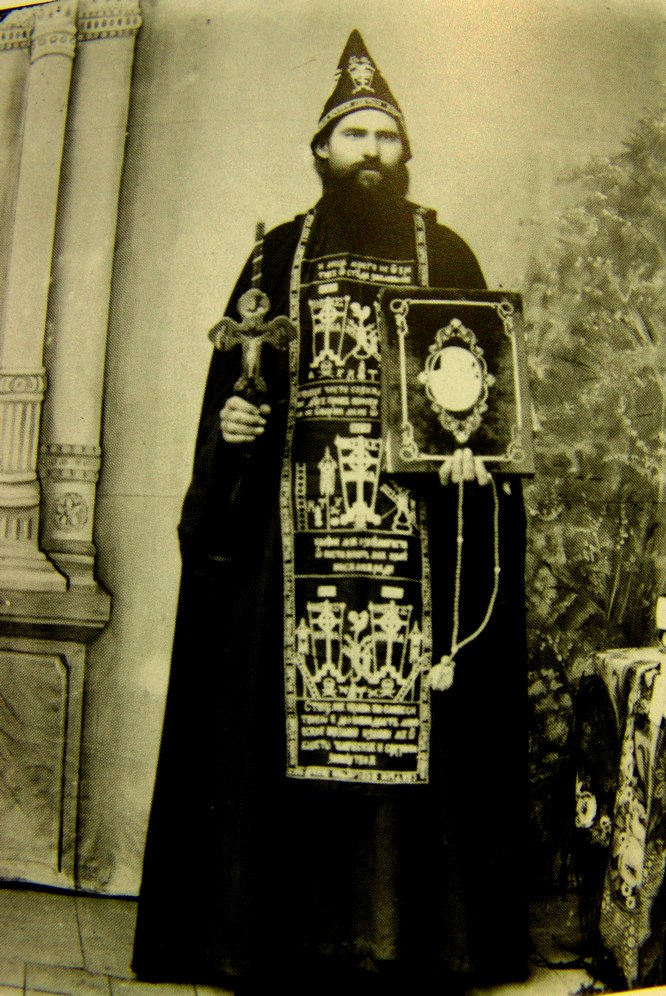
Monjo a la Muntanya Atos, any 1850.

## Jainisme
Els ascets femenins i els monjos masculins de Svetambara porten sempre roba blanca sense cosir o tallar mínimament. Els monjos Jain Digambara no porten roba. Chopapattak, un drap de llom que arriba fins a les estelles. Un altre drap per cobrir la part superior del cos s'anomena Pangarani (Uttariya Vastra). Un drap que passa per sobre de l'espatlla esquerra i cobreix el cos fins a una mica per sobre del turmell s'anomena Kïmli. Kïmli és un mantó de llana. També porten un llençol de llana i una estora de llana per seure-hi. Els que porten roba tenen un muhapati, que és un tros quadrat o rectangular de mesura prescrita, ja sigui a la mà o lligat a la cara que cobreix la boca. Els ascètics de Svetambara tenen un Ogho o Rajoharan (una escombra de fils de llana) per netejar els insectes al voltant del seu lloc de descans o mentre caminen. Els ascetes de Digambara tenen un Morpichhi i un Kamandal a les mans. Aquesta pràctica pot variar entre diferents sectes de Jains, però el principi essencial segueix sent el mateix per limitar les necessitats.

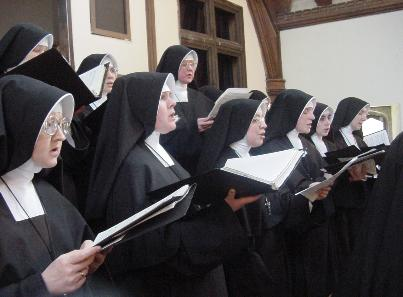
Monges d’hàbit tradicional

## Catolicisme Romà
El papa Joan Pau II en la seva exhortació post-apostòlica Vita consecrata (1996) diu sobre l'hàbit religiós de les persones consagrades:
§25 ... L'Església sempre ha de procurar que la seva presència sigui visible en la vida quotidiana, especialment en la cultura contemporània, sovint molt secularitzada i sensible al llenguatge dels signes. En aquest sentit, l'Església té el dret d'esperar una contribució significativa de les persones consagrades, que es troben en totes les situacions perquè testimonien clarament que pertanyen a Crist.
Com que l’hàbit és un signe de consagració, pobresa i pertinença a una família religiosa determinada, m’uneixo als Pares del Sínode per recomanar fermament als homes i dones religiosos que portin el seu hàbit adequat, adequat adequadament a les condicions del temps i del lloc.
Si els motius vàlids del seu apostolat ho demanen, els religiosos, de conformitat amb les normes del seu institut, també poden vestir-se de manera senzilla i modesta, amb un símbol adequat, de manera que es reconegui la seva consagració.

Els instituts que des del seu origen o per disposició de les seves Constitucions no tinguin un hàbit específic han de vetllar perquè el vestit dels seus membres es correspongui amb dignitat i simplicitat a la naturalesa de la seva vocació.

## Galeria

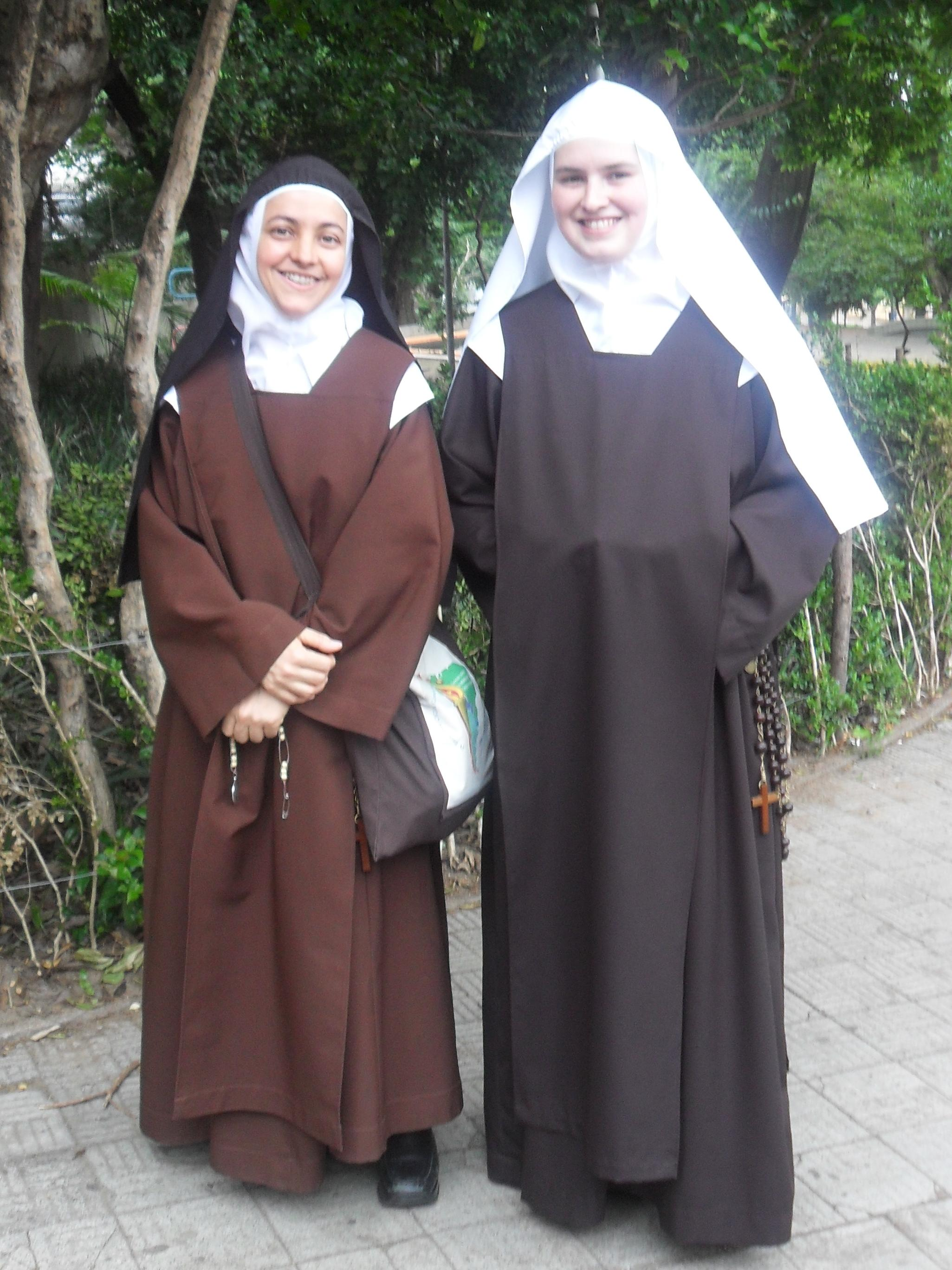
L’hàbit religiós de l'orde carmelita és marró i inclou l'escapular de la Mare de Déu del Mont Carmel (també conegut com a Escapular marró).
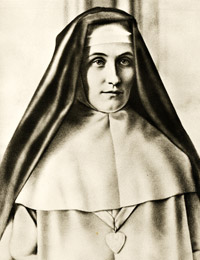
L’hàbit religiós de les Germanes del Bon Pastor (i també de les Germanes de l’Orde de la Mare de Déu de la Caritat) és blanc, amb un escapular blanc, un vel negre i un gran cor de plata al pit.
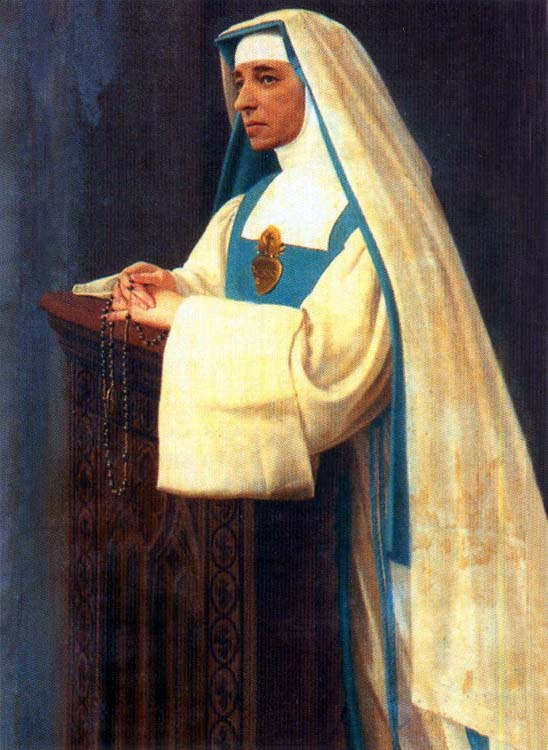
L’hàbit religiós de les Germanes de Maria Reparatrix és blanc, amb un escapular blau, un vel blanc i blau i un gran cor daurat al pit.
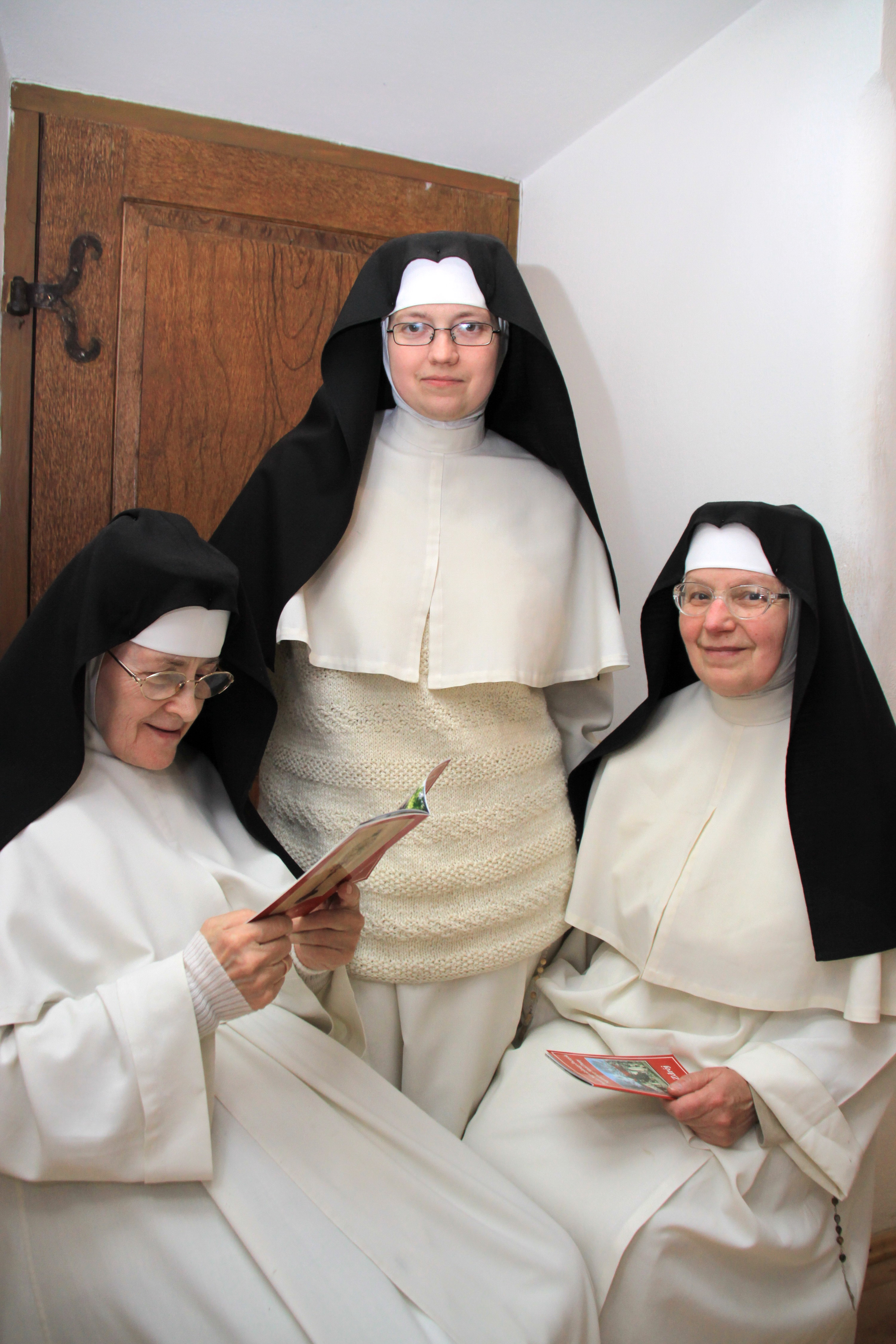
L’hàbit religiós de les Germanes Norbertines de l'Ordre dels Cànons Regulars de Prémontré.
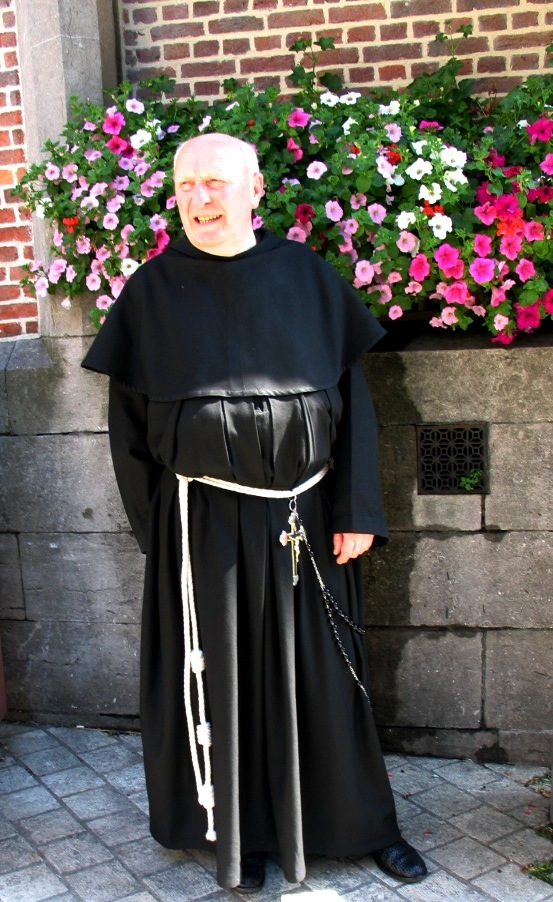
L’hàbit religiós de l’orde franciscà dels frares menors i dels frares menors caputxins sol ser marró o gris; l’hàbit de l’Ordre dels Frares Menors Conventual i del Tercer Ordre Regular és negre, tot i que l'Ordre dels Frares Menors Conventuals està tornant a l’hàbit gris a tot el món.
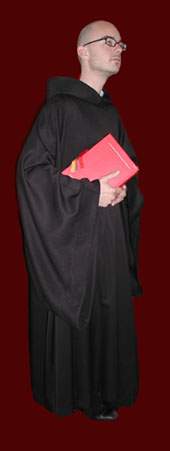
L’hàbit religiós dels benedictins és negre (l'estil varia segons el monestir).
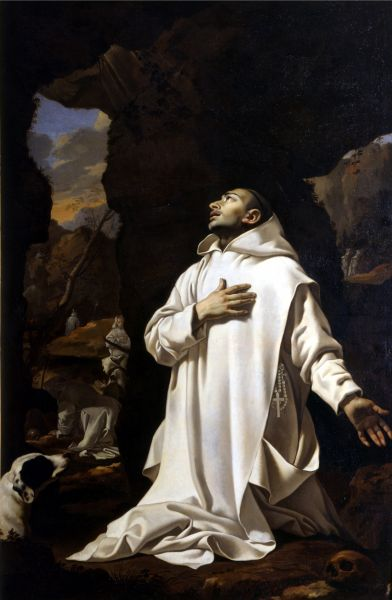
L’hàbit religiós dels cartoixans és blanc (un novici porta una capa negra sobre l’hàbit cartoixà blanc). També s'utilitzen pels monjos i les germanes de Betlem, de l'Assumpció de la Verge i de Sant Bruno.
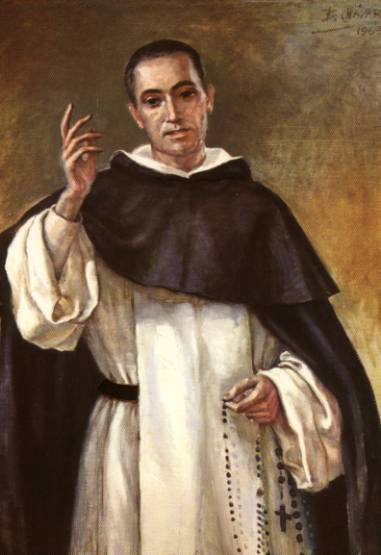
L’hàbit religiós dels dominicans és blanc i negre.
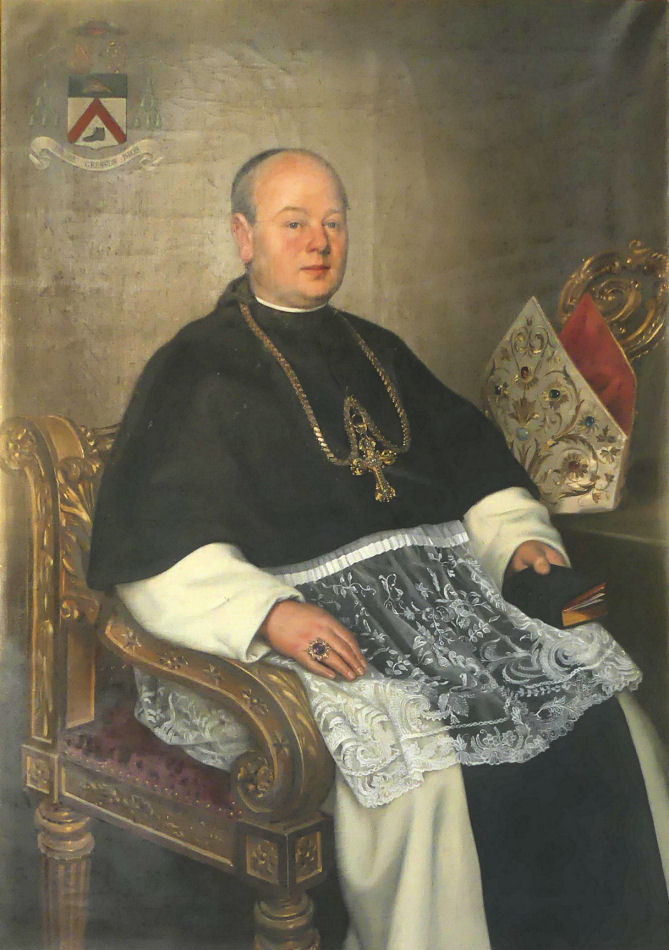
L’abat cistercenc Thomas Schoen, Ca.1900
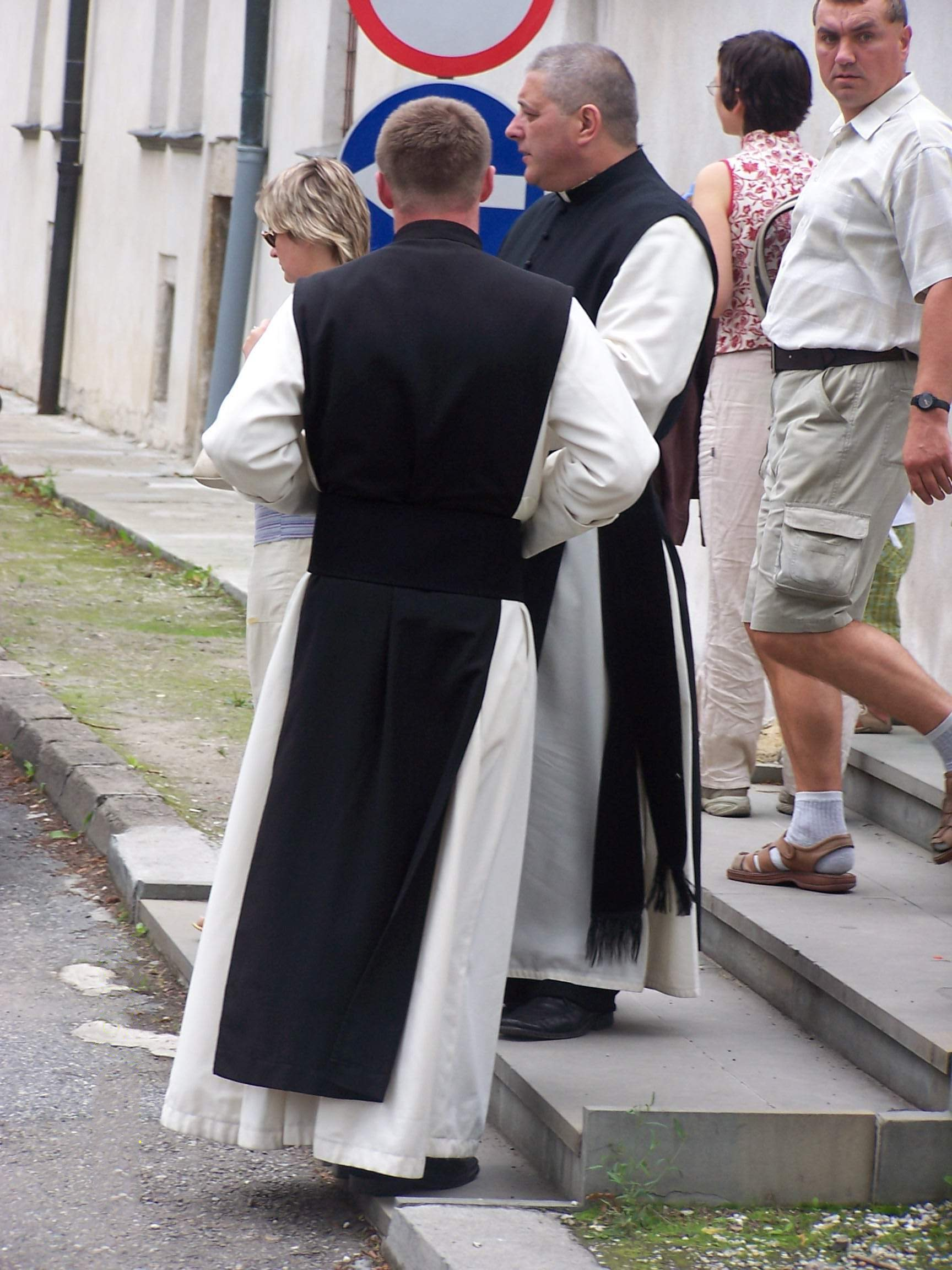
Cistercencs en el seu hàbit religiós (amb l'escapular negre).
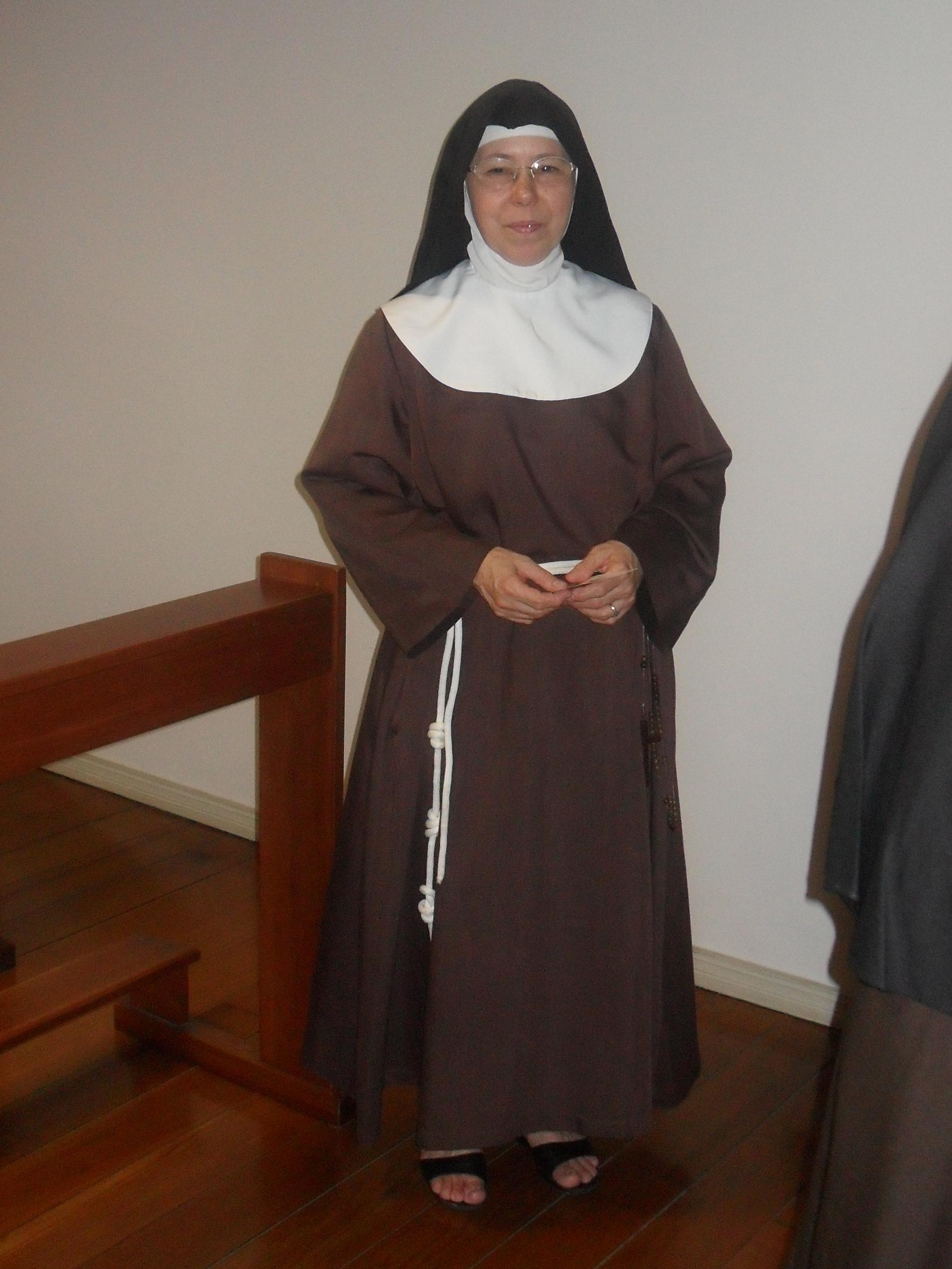
L’hàbit religiós de les Clarisses és marró, amb vel negre
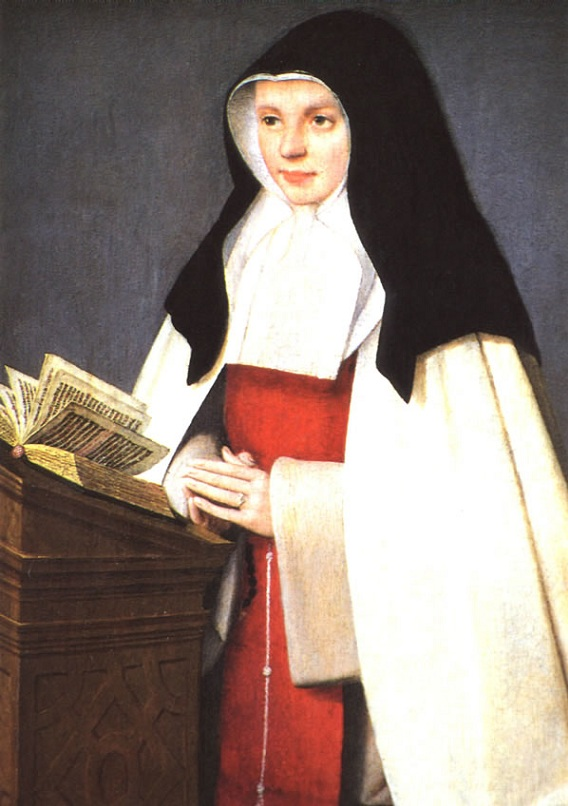
L’hàbit religiós de les Germanes de l’Anunciació és blanc, amb un escapular vermell i un vel negre.
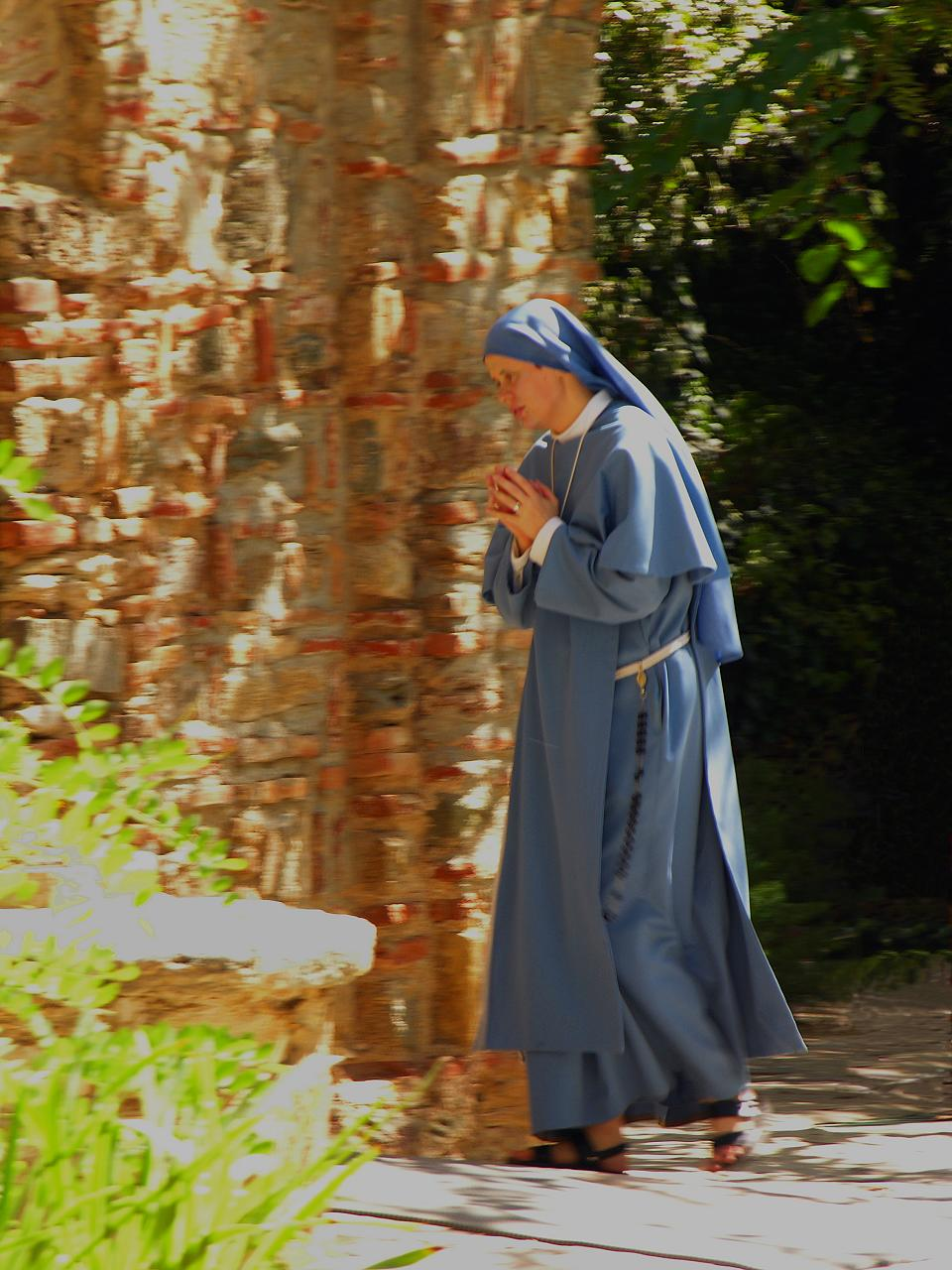
L’hàbit religiós dels frares i germanes franciscanes de la Immaculada és de color blau grisenc. (La imatge mostrada és, però, d’una comunitat no relacionada)
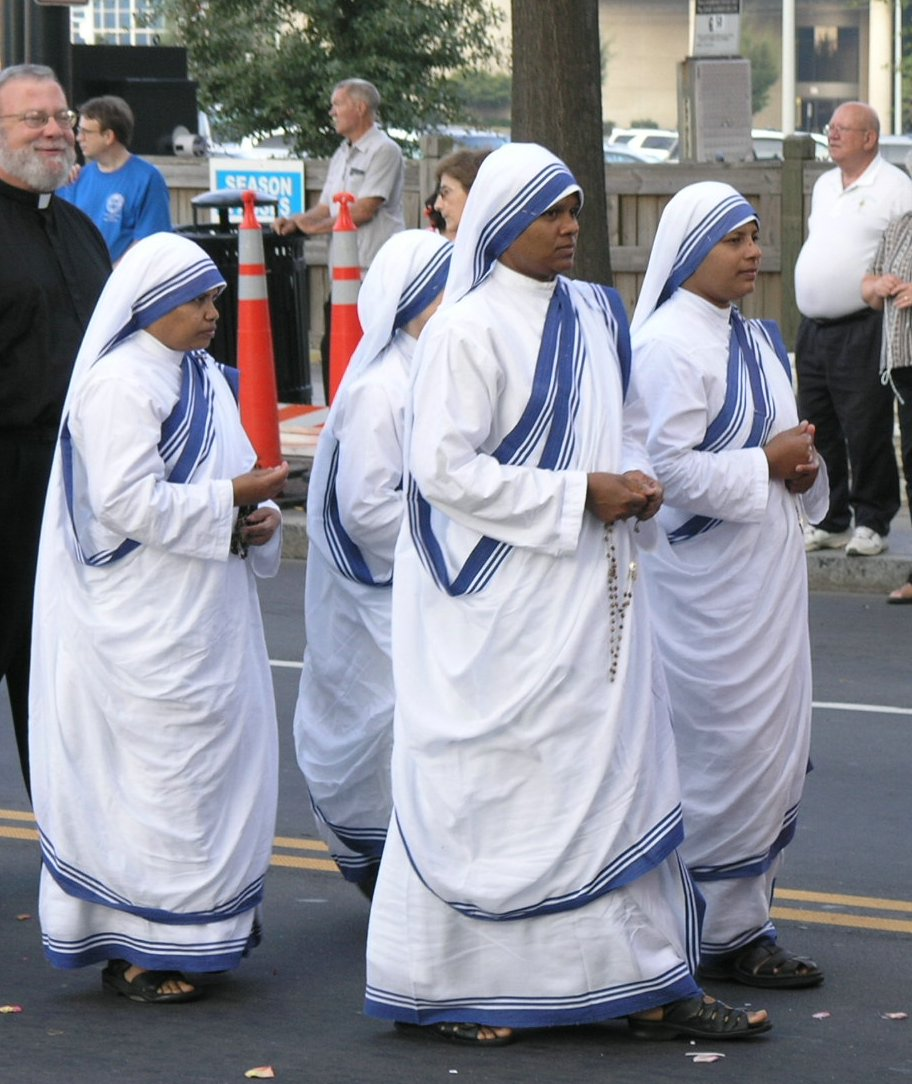
L’hàbit religiós (basat en el sari indi) dels Missioners de la Caritat, fundat per la Mare Teresa de Calcuta.
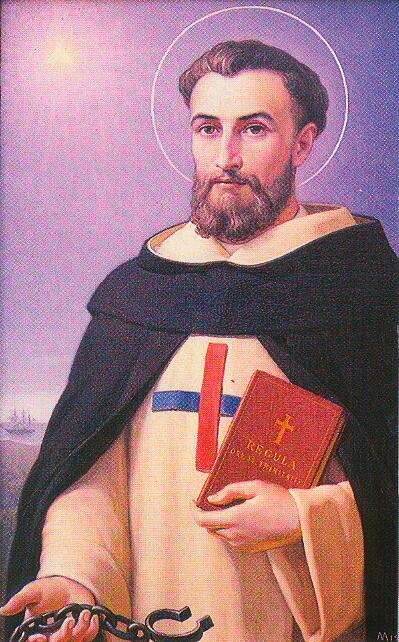
L’hàbit religiós de l'Ordre trinitària és de color blanc amb una creu distintiva amb una barra horitzontal blava i una barra vertical vermella.
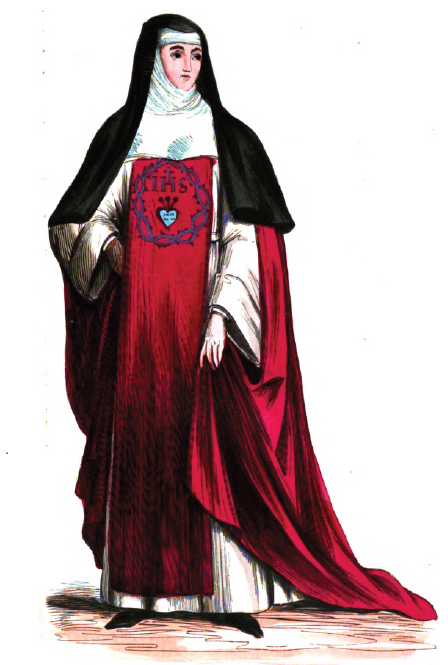
L’hàbit religiós de les Germanes de la paraula encarnada i el Santíssim Sagrament és de color blanc, amb un escapular vermell i un vel negre.
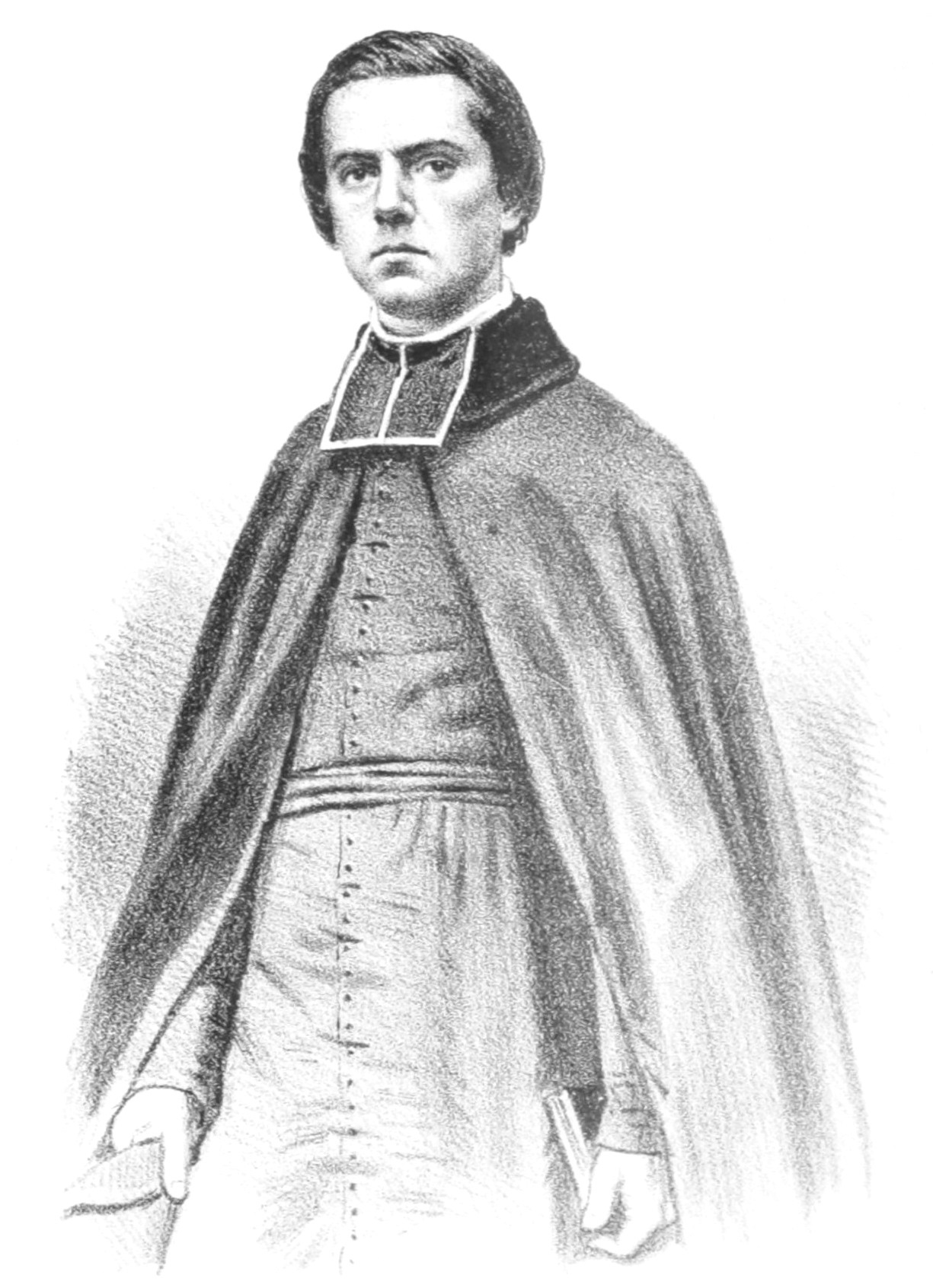
Els oratoris porten aproximadament els mateixos vestits que els capellans. El distintiu collar clàssic oratori consisteix en un drap blanc que es plega sobre el collet al voltant del coll.
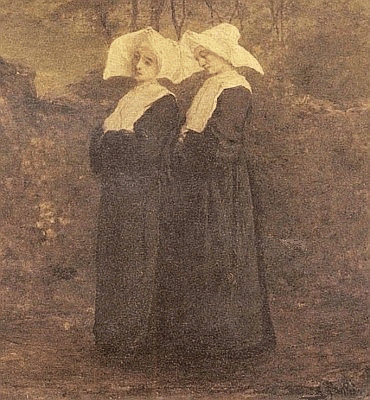
Monges que pertanyen a les Filles de la Caritat
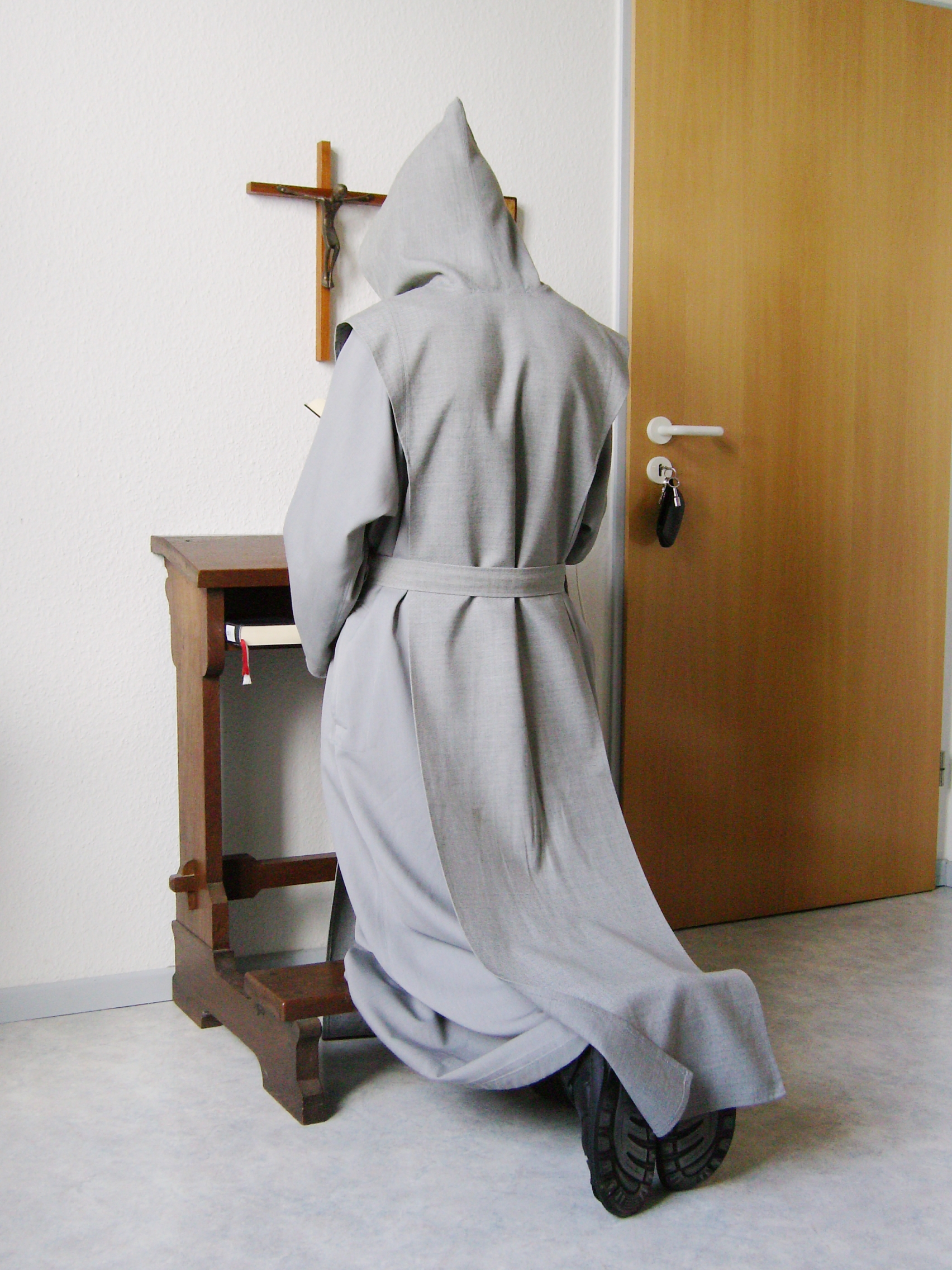
Hàbit religiós d’un monjo trappista.
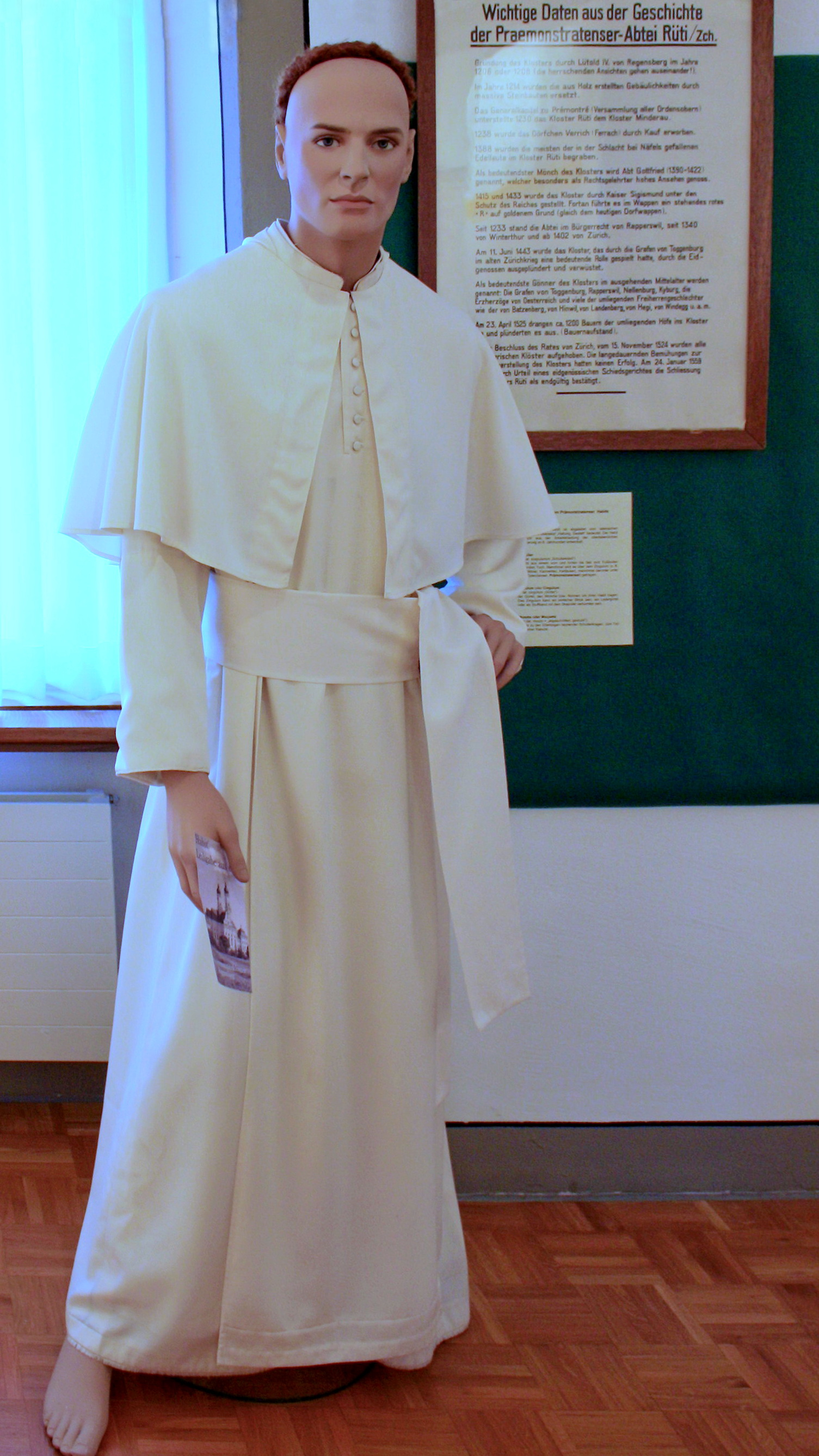
Hàbit religiós d’un cànon premonstratensià.
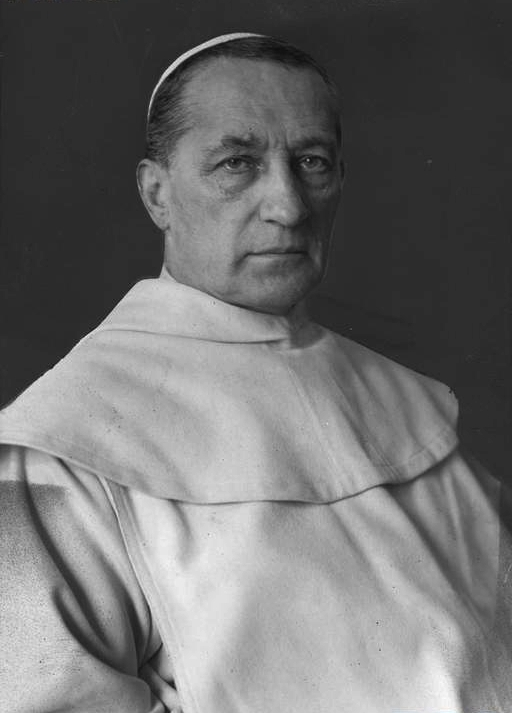
Paulí Pius Przeździecki
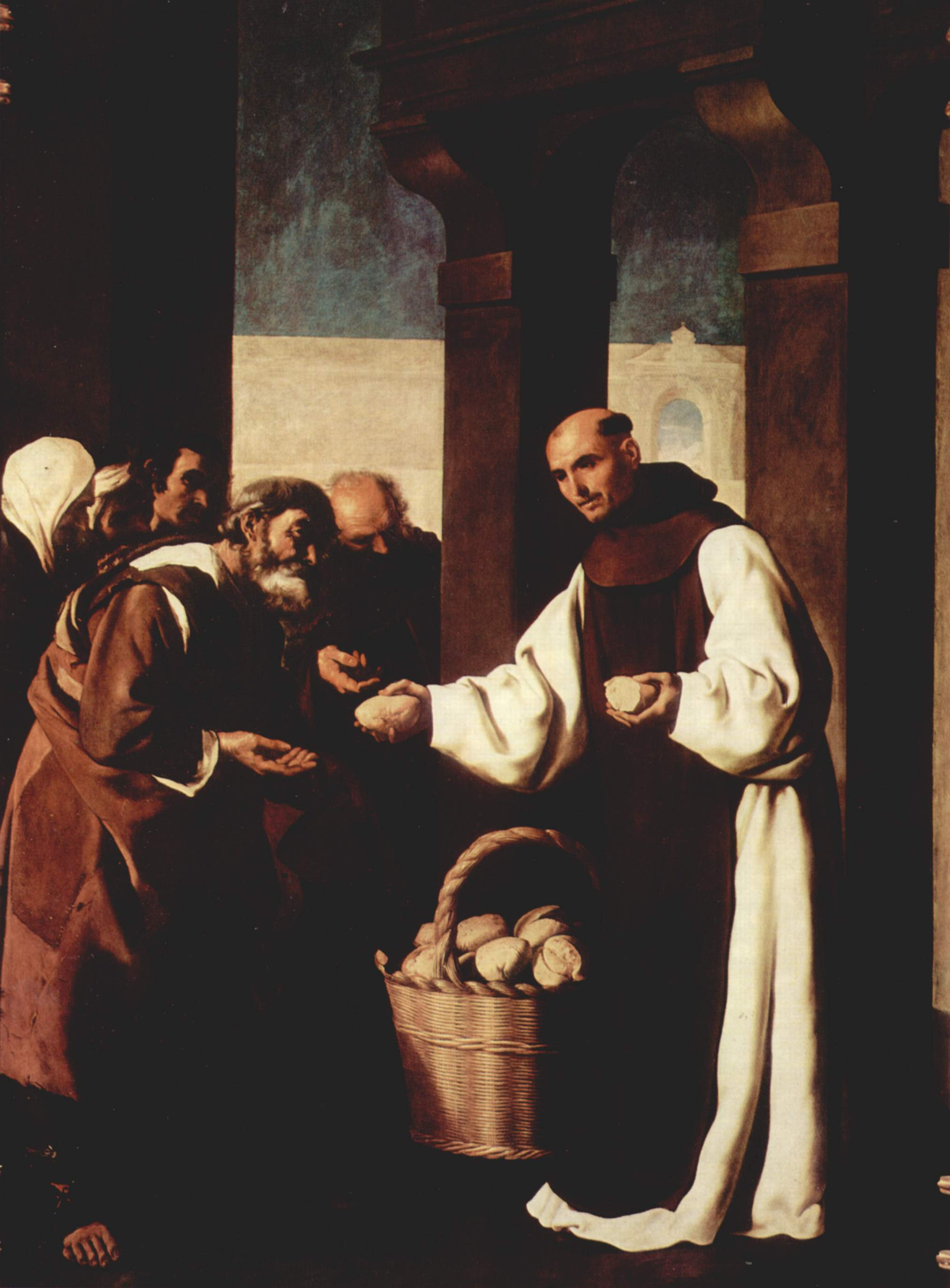
Els jerònims porten una túnica blanca amb un capell marró, amb caputxa i un mantell marró
L’hàbit que utilitzaven els monjos jerònims (Ordre de Sant Jeroni)
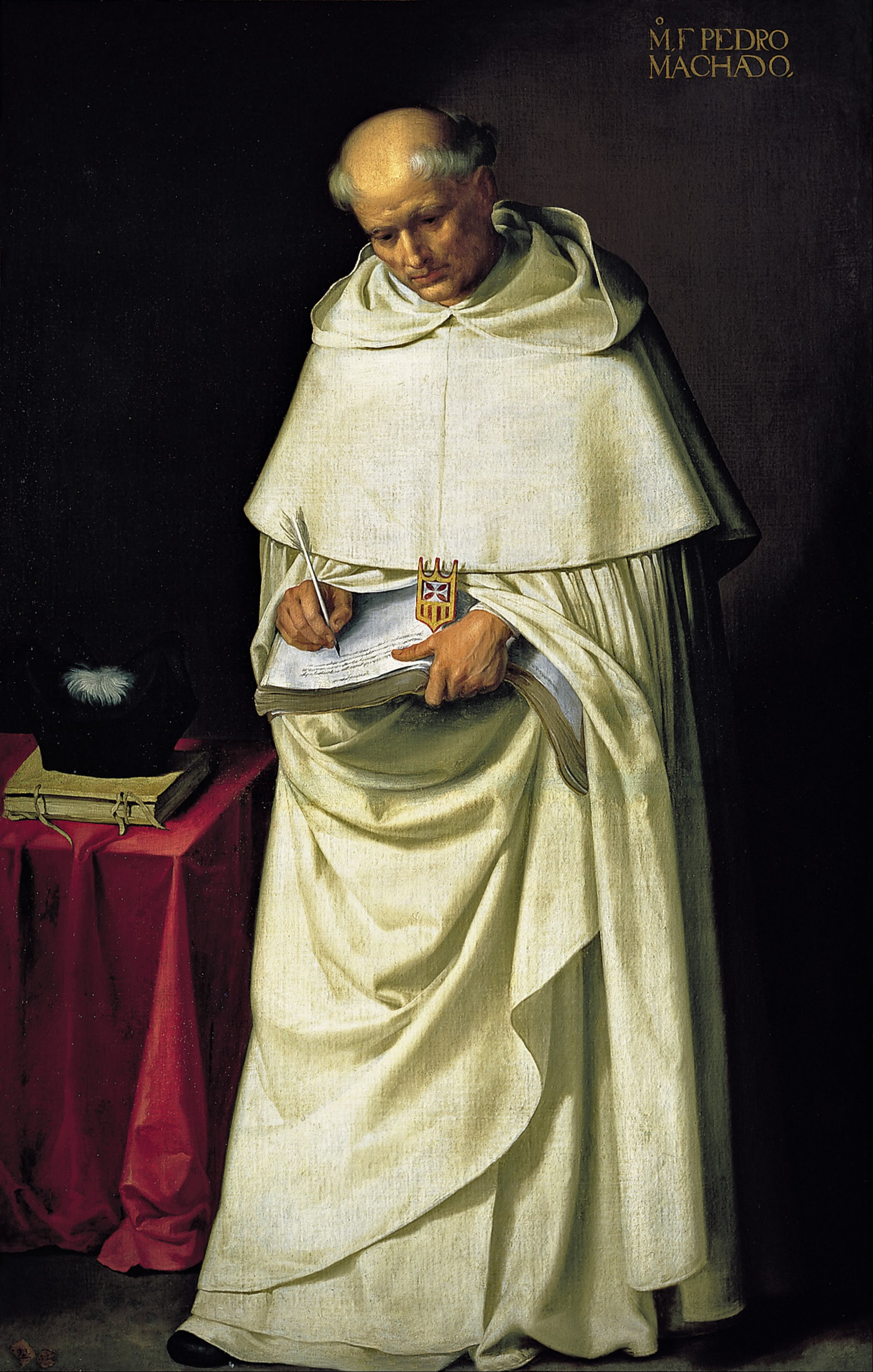
Els mercedaris el porten blanc.